# Peux-et-Couffouleux
Peux-et-Couffouleux (okzitanisch Pèus e Cofolèus) ist eine südfranzösische Gemeinde mit 87 Einwohnern (Stand 1. Januar 2022) im Département Aveyron in der Region Okzitanien (vor 2016 Midi-Pyrénées). Sie gehört zum Arrondissement Millau und zum Kanton Causses-Rougiers. Die Einwohner werden Peuleussiens genannt.
Zur Gemeinde gehört die Ortschaft Blanc.

## Lage
Peux-et-Couffouleux liegt etwa 57 Kilometer ostsüdöstlich von Albi im Südwesten der historischen Provinz Rouergue. Umgeben wird Peux-et-Couffouleux von den Nachbargemeinden Camarès im Norden, Brusque im Osten, Murat-sur-Vèbre im Süden, Murasson im Westen sowie Mounes-Prohencoux im Nordwesten.

## Bevölkerungsentwicklung
| Jahr                       | 1962 | 1968 | 1975 | 1982 | 1990 | 1999 | 2006 | 2013 | 2019 |
| Einwohner                  | 270  | 235  | 190  | 162  | 138  | 109  | 110  | 97   | 84   |
| Quellen: Cassini und INSEE |      |      |      |      |      |      |      |      |      |

## Sehenswürdigkeiten
- Kirche Saint-Nazaire in Couffouleux
- Kapelle Saint-Méen
- Kirche Saint-Jean in Blanc
- Burgruine Blanc

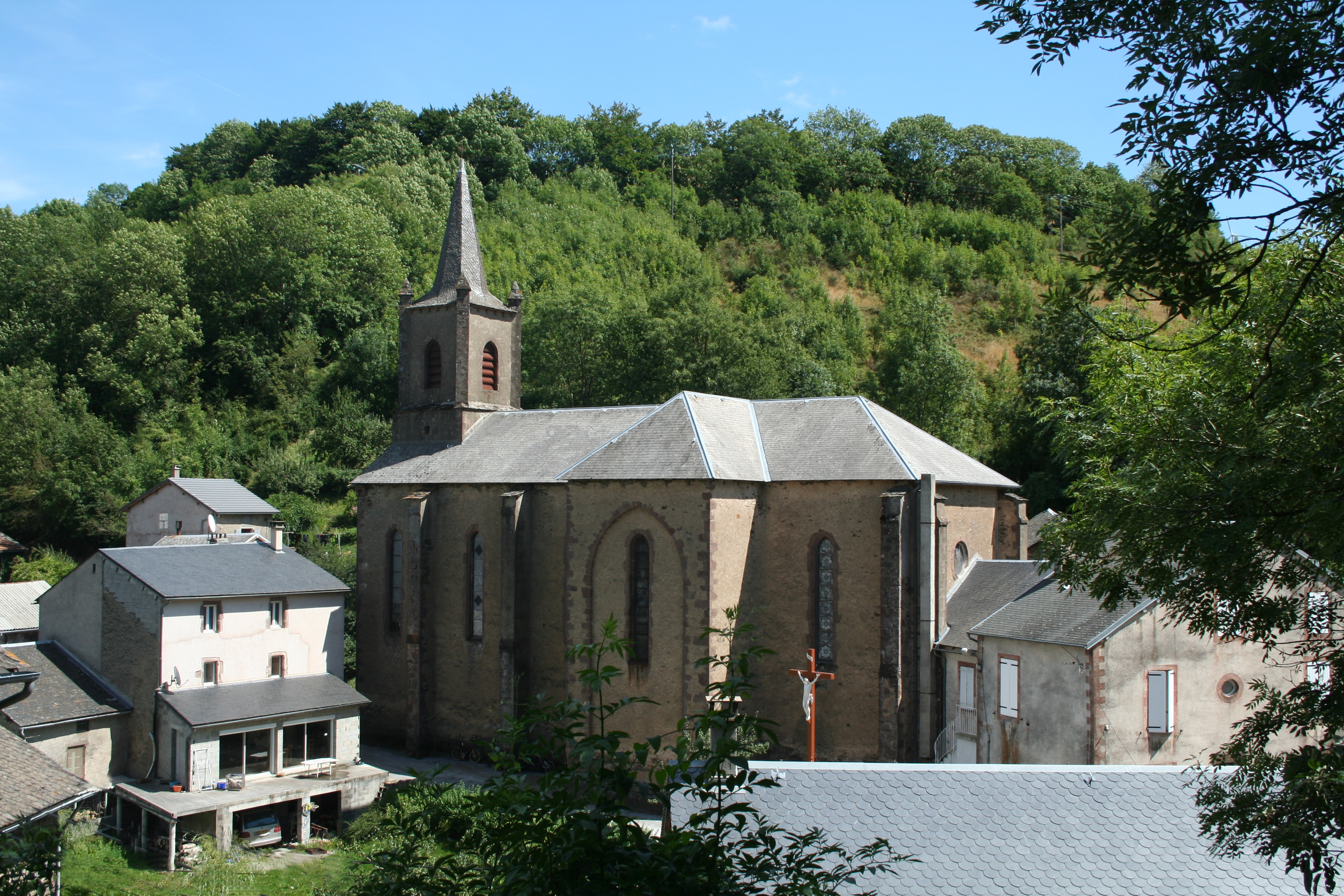
Kirche Saint-Nazaire
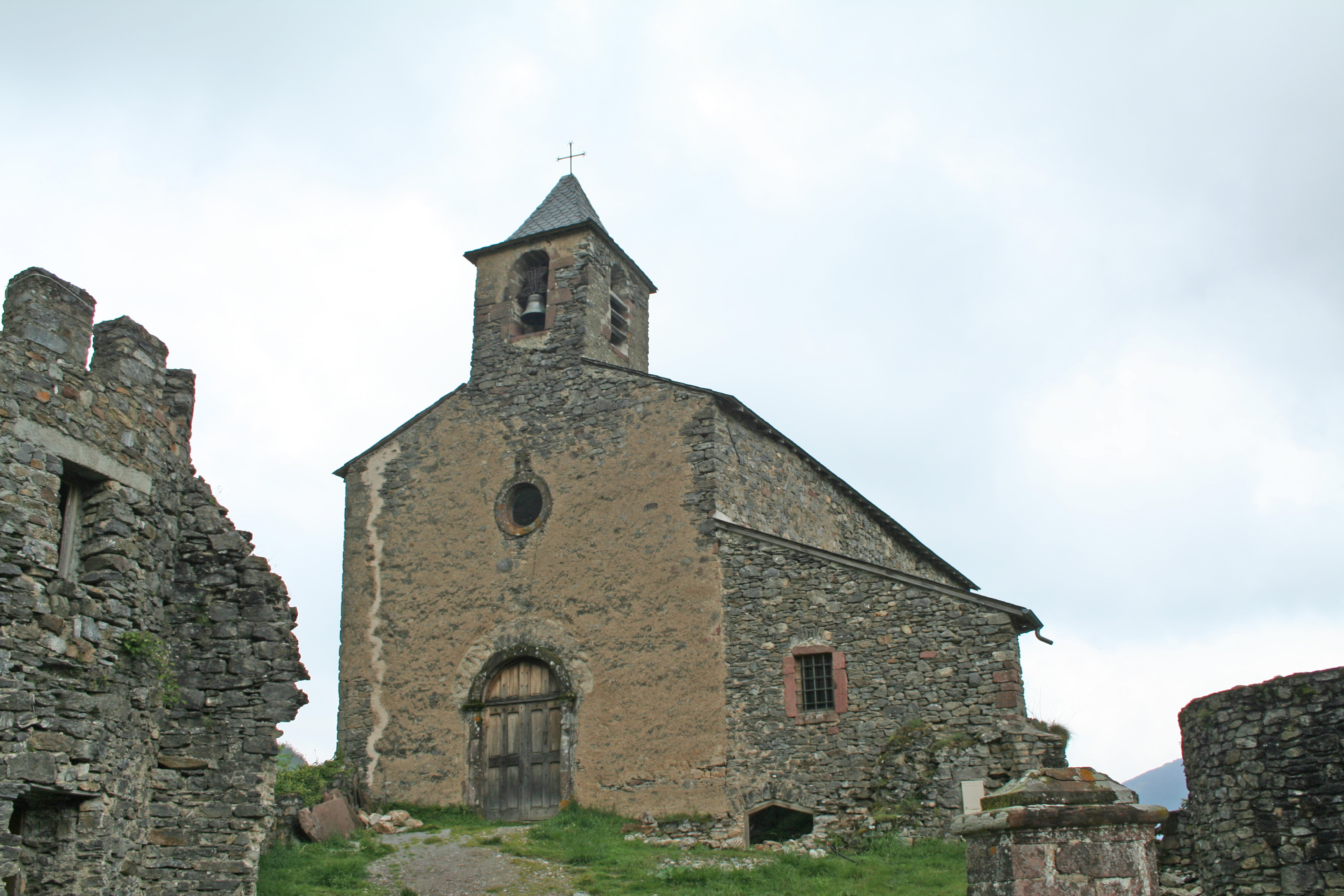
Kirche Saint-Jean
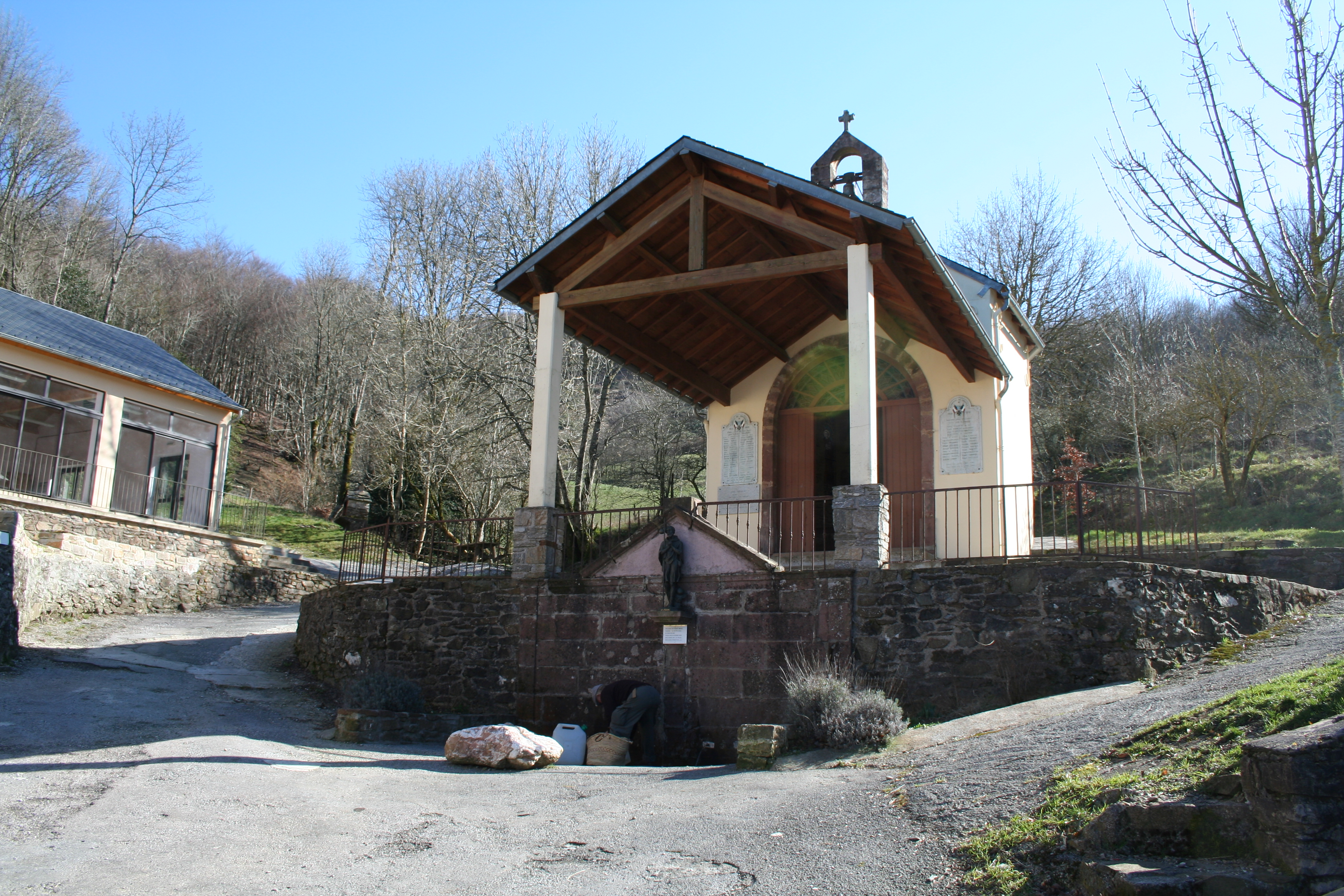
Kapelle Saint-Méen
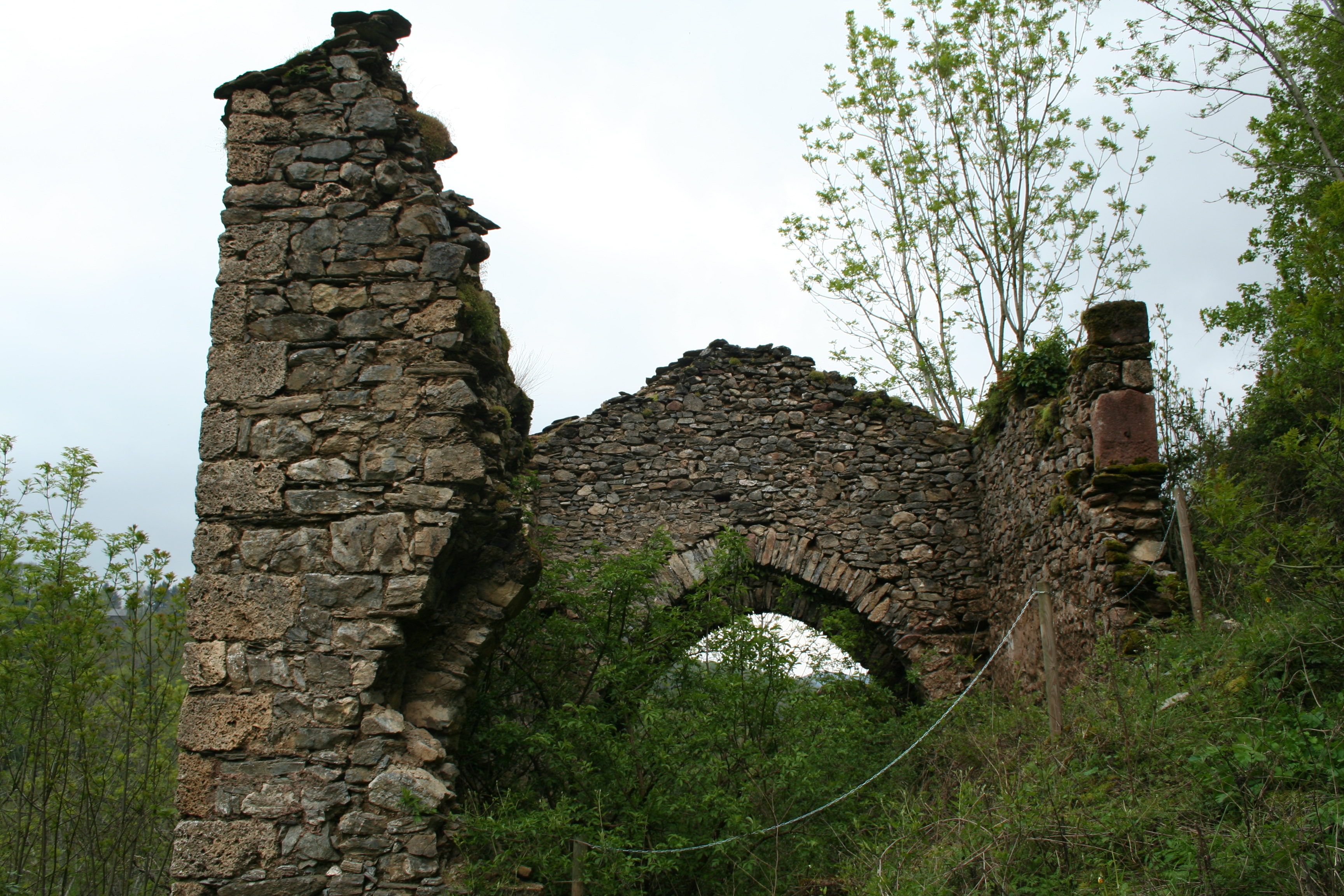
Kapelle der Burgruine